# Безнощенко, Михаил Захарович
Безнощенко Михаил Захарович (7 июня 1910 — 23 марта 1979) — советский офицер, генерал-майор танковых войск (8.08.1955).

## Биография
Родился 7 июня 1910 года. Украинец.
В Красной армии с 1932 года. Призван Пятигорским райвоенкоматом. Член ВКП(б) с 1939 года.
Участник Великой Отечественной войны с 1941 года. В том же году был контужен. Майор, заместитель командира 39-й танковой бригады по строевой части, в составе которой в январе 1943 года участвовал в освобождении города Каменск-Шахтинский. С 13 февраля 1943 года по 22 января 1945 года подполковник М. З. Безнощенко - командир 135-й танковой Краснознаменной ордена Кутузова 2-й степени бригады.
5 сентября 1943 года бригада Михаила Безнощенко отвоевывала город Артемовск, 6 сентября — Константиновку, за что ей присвоено наименование «Константиновская».
С 21 февраля 1944 года — полковник. В 1944 году бригада принимала участие в освобождении Румынии, в частности 23 августа 1944 года в Ясско-Кишиневской операции освобождала город Роман.
За время войны комбриг Безнощенко был четыре раза упомянут в благодарственных в приказах Верховного Главнокомандующего
После Великой Отечественной войны командовал полком. В 1954 году окончил Высшую военную академию имени К. Е. Ворошилова. С декабря 1954 года командовал 18-й механизированной дивизией (в мае 1957 года переформирована в 18-ю мотострелковую дивизию). 8 августа 1953 года ему было присвоено воинское звание генерал-майор танковых войск. С ноября 1957 года служил заместителем командующего армией по боевой подготовке — начальником отдела боевой подготовки 3-й общевойсковой армии в ГСВГ. В 1958—1964 годах — командир 29-го и 28-го армейских корпусов. С мая 1964 года — заместитель командующего по боевой подготовке — начальник отдела боевой подготовки 7-й танковой армии. С июля 1969 года до выхода в отставку был заместителем командующего Белорусского военного округа по боевой подготовке.
Умер 23 марта 1979 года от ран, полученных на войне. Похоронен в Киеве на Лукьяновском военном кладбище.

## Награды
СССР
- орден Ленина (13.09.1944)
- два ордена Красного Знамени (22.03.1943, 20.04.1953[9])
- орден Суворова II степени (17.09.1943)
- орден Кутузова II степени (28.04.1945)
- Богдана Хмельницкого II степени (19.03.1944)
- орден Красной Звезды (06.11.1947[9])
  - Медали, в том числе:
  - две медали «За боевые заслуги» (05.11.1942, 03.11.1944[9])
  - «За оборону Москвы»
  - «За оборону Сталинграда»
  - «За Победу над Германией в Великой Отечественной войне 1941—1945 гг.»
  - «За взятие Будапешта»
  - «За взятие Вены»
  - «Ветеран Вооружённых Сил СССР»

Приказы (благодарности) Верховного Главнокомандующего, в которых отмечен М. З. Безнощенко.
- За овладение городами Дебальцево, Иловайск, Лисичанск, Енакиево, Горловка, Чистяково, Славянск, Артемовск, Краматорская, Константиновка, Макеевка, Красноармейское, Ясиноватая и областным центром Донбасса – городом Сталино. 8 сентября 1943 года. № 9.
- За овладение городами Роман, Бакэу, Бырлад и Хуши – стратегически важными опорными пунктами обороны противника, прикрывающими пути к центральным районам Румынии. 24 августа 1944 года. № 174.
- За овладение  штурмом крупным промышленным центром Венгрии городом Дебрецен – важным узлом коммуникаций и мощным опорным пунктом обороны противника. 20 октября 1944 года. № 199.
- За овладение городом Ньиредьхаза – крупным узлом коммуникаций и важным опорным пунктом обороны противника на территории Венгрии. 22 октября 1944 года. № 201.

Других  государств
- орден Заслуг Венгерской Народной Республики

Почётный гражданин
- Почетный гражданин города Константиновка Донецкой области.

## Память
- Именем Михаила Захаровича Безнощенко названа улица в городе  Константиновка Донецкой области, там же в память о нем открыта мемориальная доска[10]